# 日比谷通
日比谷通（日比谷通り，Hibiya Street）是一條由日本東京都千代田區至港區的道路。
由以下的國道、都道組成。
- 東京都道403號大手町湯島線
- 國道1號
- 東京都道409號日比谷芝浦線